# Lola Dueñas
Lola Dueñas (Barcelona, 6 de outubro de 1971) é uma atriz espanhola.
Em 2006, ela recebeu o prêmio de Melhor Atriz no Festival de Cannes por seu trabalho em Volver.

## Filmes
- Los Amantes Pasajeros (2013)
- Angèle et Tony (2010, pós-produção)
- Sin ella (2009, pós-produção) .... Carmen
- Yo, también (2009) .... Laura
- Los abrazos rotos (2009) .... leitora labial
- Fuera de carta (2008) .... Alex
- Lo que sé de Lola (2006) .... Dolores
- Volver (2006/I) .... Sole
- 20 centímetros (2005) .... irmã de Rebeca
- Mar adentro (2004) .... Rosa
- Días de fútbol (2003) .... Macarena
- Ayer empezó todo (2003)
- 238 (2003) .... Lola
- En camas separadas (2003) .... Chica jovem
- Hable con ella (2002) .... Matilde
- Piedras (2002) .... Daniela
- Diminutos del calvario (2001)
- Todo me pasa a mí (2001) .... Txell
- Terca vida (2000) .... Estela
- Las razones de mis amigos (2000) .... Ainhoa
- Una luz encendida (2000) .... Teresa
- Nada (2000)
- Marta y alrededores (1999) .... Elisa
- El equipaje abierto (1999) .... Amanda
- Ella (1999)
- Mensaka (1998) .... Cristina
- En medio de ninguna parte (1997) .... Lola
- Del Flaubert que leíste un día gris (1997) .... Claudia
- Un, dos, tres, ¡Taxi! (1997) .... Niña
- Bajo la arena (1992) .... Susana